# Konfessionskunde
Konfessionskunde ist ein Teilgebiet der Theologie in ihren historischen, systematischen und praktischen Dimensionen. Sie untersucht Grundlagen, Wesenmerkmale und religiöse Praxis der einzelnen christlichen Konfessionen in Geschichte und Gegenwart. Der Begriff wurde 1890 im evangelischen Bereich durch Ferdinand Kattenbusch geprägt, um den Begriff der Bekenntnisschriften (confessio) in die theologische Debatte einzubringen. Ursprünglich unterschied man nicht Konfessionen, sondern Kirchenparteien bzw. christliche Religionen. Besonders im Luthertum hatten aber die Bekenntnisschriften eine normierende Funktion. Im wörtlichen Sinn ist daher nur die lutherische Kirche eine Konfessionskirche.
Der ursprüngliche katholische Begriff Symbolik (nach Johann Adam Möhler, 1832, abgeleitet von griech. Symbolon als Bezeichnung des Glaubensbekenntnisses) changiert in der aktuellen theologischen Literatur zwischen „Konfessionskunde“ und „Ökumenik“ (Ökumenische Theologie).

## Entwicklung als Fachgebiet
Die Konfessionskunde setzt die Konfessionalisierung des abendländischen Christentums im 16. und 17. Jh. voraus. Das typisch lutherische Wesensmerkmal (eine Bekenntnisschrift als Basis) wurde auf andere Gruppen angewendet. Die Betrachtung der jeweiligen Lehrtradition wurde zur Hauptaufgabe der Konfessionskunde. Die komparative Symbolik wurde zur Unterscheidungslehre. Hierbei handelte es sich um eine Verschmelzung aus Isagogik und Polemik.
Die maßgeblichen wissenschaftlichen Institute im deutschsprachigen Raum sind das römisch-katholische Johann-Adam-Möhler-Institut für Ökumenik in Paderborn und das Konfessionskundliche Institut des Evangelischen Bundes in Bensheim.

## Ziele und Methoden
Horst Stephan und Ernst Wolf reflektierten diesen Begriff als „einen ganzen Mikrokosmos der Theologie“. Zu diesem Thema äußerten sich auch u. a. Willem Hendrik van der Pol und Heinrich Bornkamm. 1934 war dieses Thema auch Gegenstand der Vorlesungen von Konrad Algermissen.
Peter Meinhold bestimmte 1962 die Aufgabe der Konfessionskunde folgendermaßen: „Rechnet mit der vorgegebenen Einheit des Leibes Christi und sucht theologische Voraussetzungen zu klären für das fortdauernde Gespräch der Kirchen untereinander.“
Friedrich Heyer beschreibt einen hermeneutischen Zirkel zwischen Konfessionskunde und Konfessionspraxis. Die Methodik der Konfessionskunde ist kirchenhistorisch. Mit der Geschichtlichkeit des Glaubens hängt auch der hohe Stellenwert zusammen, den eine historisch-kritische Betrachtungsweise des Christentums heute hat. Aussagen mit kirchentrennendem Charakter relativieren sich, wenn man versteht, wie sie entstanden sind. Das setzt eine Form der Distanznahme voraus.
Erwin Fahlbusch schlug vor, das Ziel müsse die Phänomenologie christlicher Glaubens- und Handlungssysteme sein. Bis dahin sollte man sich mit einer bescheidenen deskriptiven Darstellung der Kirchenkunde zufriedengeben. Das konfessionelle Problem kann nicht durch die ökumenische Idee einer Einheit gelöst werden. Normative Fragen, die sich zwangsläufig stellen, müssen behutsam reflektiert werden.
Eine neue Methode des konfessionellen Gesprächs haben lutherische und römisch-katholische Theologen aus Tübingen, Heidelberg und Rom in einem Prozess von 2001 bis 2006 gestaltet. Das Projekt „Grund und Gegenstand des Glaubens nach römisch-katholischer und evangelisch-lutherischer Lehre“ geht dabei vom dialogischen Prinzip der Aneignung der jeweils anderen Konstruktionsprinzipien der Lehrtraditionen aus.
Gisa Bauer und Paul Metzger strukturieren ihre konfessionskundliche Darstellung Grundwissen Konfessionskunde nach dem Prinzip des apostolischen Verständnisses von Kirchen. Sie gliedern in Kirchen, die (1) sich zur apostolischen Sukzession (Amtsnachfolge) bekennen, (2) inhaltliche Sukzession (in der Lehre) vertreten, und (3) persönliche Sukzession repräsentieren. Darüber hinaus werden in dieser Konfessionskunde die „Reizthemen“ zwischen den Konfessionen und innerhalb der einzelnen Kirchen aufgenommen: Frauenordination, Homosexualität, Schriftauslegung.